# موش کور طلایی دوینتون
موش کور طلایی دوینتون(نام علمی: Cryptochloris wintoni) نام یک گونه از تیره موش کور طلایی است.